# Stronnictwo Narodowe „Ojczyzna”
Stronnictwo Narodowe „Ojczyzna” – narodowodemokratyczna partia polityczna utworzona w lutym 1992 w wyniku rozłamu w Stronnictwie Narodowym (tzw. senioralnym). Przywódcami partii byli Bogusław Rybicki i Bogusław Jeznach. Organem Stronnictwa był tygodnik „Ojczyzna”. SN „Ojczyzna” reprezentowała lewe skrzydło obozu narodowego (tzw. „różowa endecja”) głosząc populistyczny program społeczno-gospodarczy. W wyborach parlamentarnych 1993 „Ojczyzna” otrzymała 15.958 (0,12%) głosów, co doprowadziło do kryzysu ugrupowania. Nieudane próby porozumienia z Samoobroną i SN (senioralnym) zmusiły „Ojczyznę” do zbliżenia ze Stronnictwem Narodowo-Demokratycznym (reprezentującym w obozie narodowym „prawe” skrzydło). Zjazd SN „Ojczyzna” 15 grudnia 1996 podjął decyzję o samorozwiązaniu a przywódcy „Ojczyzny” zostali dokooptowani do władz zjednoczonej partii.